# Cervona Zirka, Snihurivka
Cervona Zirka (în ucraineană Червона Зірка) este localitatea de reședință a comunei Cervona Zirka din raionul Snihurivka, regiunea Mîkolaiiv, Ucraina.

## Demografie
Componența lingvistică a localității Cervona Zirka
     Ucraineană (92,03%)
     Rusă (6,38%)
     Română (1,45%)
Conform recensământului din 2001, majoritatea populației localității Cervona Zirka era vorbitoare de ucraineană (92,03%), existând în minoritate și vorbitori de rusă (6,38%) și română (1,45%).